# Chorea minor
Die Chorea minor (Sydenham) ist eine mit Hyperkinesien (unkontrollierbaren blitzartig ausfahrenden Bewegungen) der Hände, des Schlundes und der Gesichtsmuskulatur und gleichzeitiger Muskelhypotonie (Muskelschwäche) und Hyporeflexie (Abschwächung der Reflexe) einhergehende neurologische Erkrankung.
Sie ist eine mögliche Manifestationsform des rheumatischen Fiebers (siehe Jones-Kriterien), daher auch die Synonyme Chorea rheumatica und Chorea infectiosa, und wird auch Veitstanz genannt.
Die Chorea minor tritt als eine Zweiterkrankung einige Wochen bis Monate nach einer abgelaufenen Infektion mit β-hämolysierenden Streptokokken der Gruppe A, meistens nach einer durchgemachten Mandelentzündung (Angina tonsillaris) bzw. Rachenentzündung (Pharyngitis), einem Scharlach oder einem Erysipel auf.
Es sind vor allem Mädchen im Alter von sechs bis dreizehn Jahren betroffen. In sehr seltenen Fällen können auch Erwachsene bis 40 Jahre an der Chorea minor erkranken.

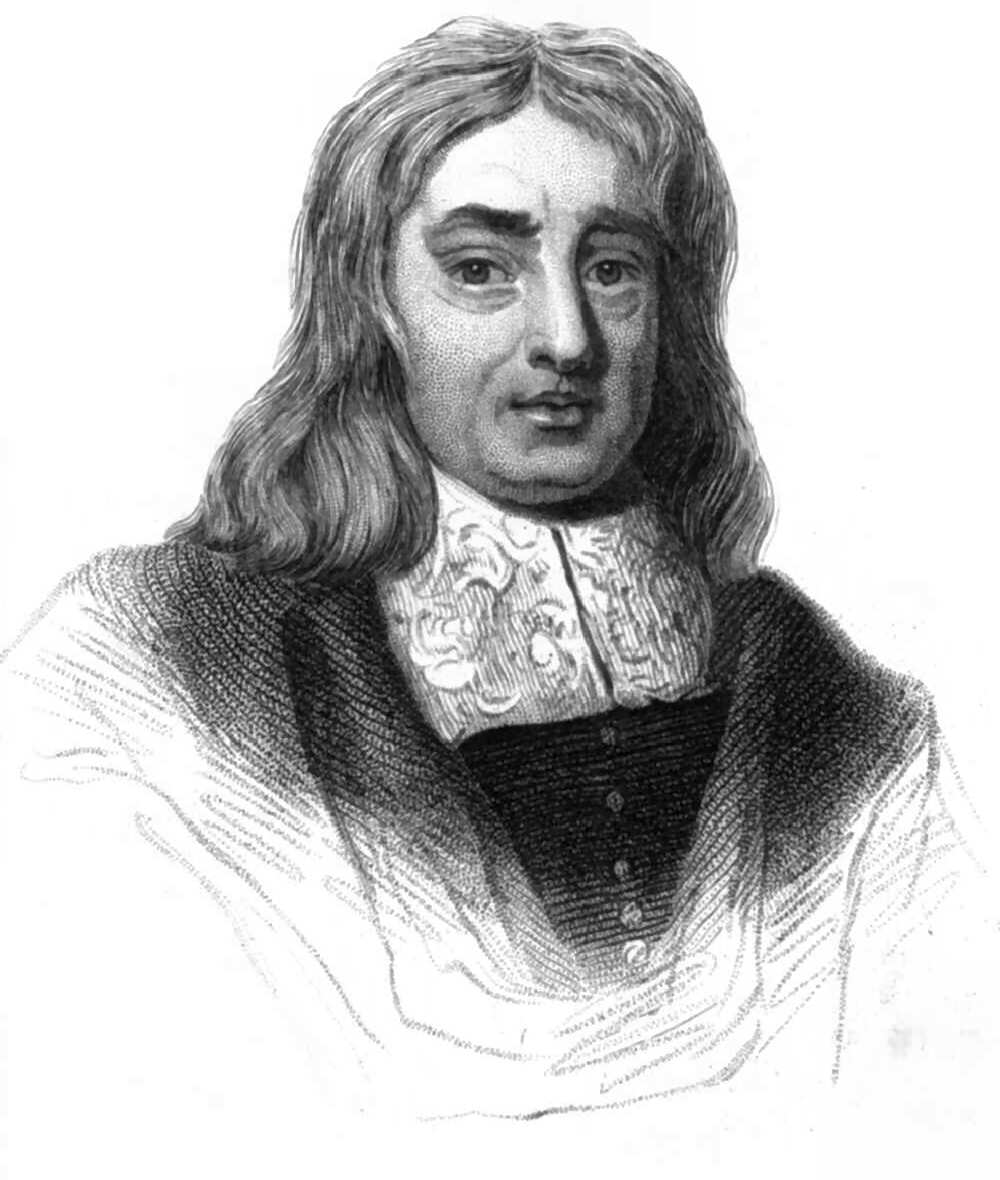
Thomas Sydenham

## Historisches
Der englische Arzt Thomas Sydenham (1624–1689) gilt als der Erstbeschreiber dieser Erkrankung. Circa 200 Jahre nach dessen Beschreibung der Chorea minor entdeckte der New Yorker Arzt George Huntington (1850–1916) eine nicht-infektiöse vererbbare und überwiegend bei älteren Menschen über 50 Jahre auftretende Variante der Chorea (genannt auch „Veitstanz“) und grenzte sie als Chorea major ab.

## Ursache
Es handelt sich um eine Autoimmunerkrankung, bei der Antikörper – die ursprünglich gegen die Streptokokken gebildet wurden – kreuzreagieren und plötzlich auch bestimmte körpereigene strukturähnliche Zellen derjenigen Basalganglien im Gehirn angreifen, die für die hemmende Dosierung und Feinabstimmung von Bewegungen verantwortlich sind. Im Wesentlichen wird das Striatum geschädigt, wobei das Striatum jedoch nicht irreversibel zerstört wird, wie dies bei der Chorea Huntington der Fall ist.
Derselbe Mechanismus liegt übrigens auch der rheumatischen Endokarditis (ebenfalls eine mögliche Manifestationsform des rheumatischen Fiebers) zugrunde, nur mit dem Unterschied, dass sich in diesem Falle die Antikörper nicht gegen die Basalganglienzellen, sondern gegen Tropomyosin und Myosin, also gegen Bestandteile der Herzmuskulatur richten.
In der Folge kommt es dann zu Entzündungsreaktionen mit Einschränkung der Funktionsfähigkeit dieser bewegungsinhibierenden Basalganglien. Die bewegungsfördernden Basalganglien (Substantia nigra und Pallidum) sind nun zum Teil enthemmt, und es kommt zu den typischen überschießenden Bewegungsmustern.
Das klinische Erscheinungsbild ist logischerweise umso ausgeprägter, je mehr Zellen geschädigt werden und je größer die daraus resultierende Entzündung geworden ist.
Bei der Parkinson-Krankheit gehen dagegen die Zellen eines bewegungsfördernden Basalganglions (Substantia nigra) zugrunde, was zu der Trias aus Akinese (Bewegungsarmut), Rigor (Muskelsteifheit) und Ruhe-Tremor (Muskelzittern) gepaart mit einer Hypertonie und Hyperreflexie der Muskulatur führt; also zu Symptomen, die genau entgegengesetzt zu denen der Chorea sind.
Chorea und Parkinson-Krankheit beruhen also beide auf einer Schädigung bzw. Zerstörung von jeweils einem der beiden antagonisierenden Basalganglien. Deren komplex aufeinander abgestimmtes Zusammenspiel aus gegenseitiger Hemmung und Verstärkung ist daraufhin gestört und es kommt dann entweder zu einem Zuviel oder zu einem Zuwenig an Bewegungen.

## Definition des Begriffes Chorea
Choreatische Bewegungsstörungen gehören zur großen Gruppe der extrapyramidalen Hyperkinesien, zu denen u. a. auch der Tremor, die Dystonien, der Ballismus oder auch die Tics beim Tourette-Syndrom gehören. Alle extrapyramidalen Hyperkinesien beruhen auf einer Fehlfunktion jeweils bestimmter Anteile der Basalganglien.
Die Chorea (griechisch für Tanz) ist keine Krankheit, sondern ein rein deskriptiver Begriff für ein Symptom, dem viele ganz unterschiedliche Ursachen zugrunde liegen können. Das Endergebnis ist aber immer eine Funktionsstörung des Striatums, die dann zu ganz charakteristischen Bewegungsstörungen führt. So gibt es:
- vererbte, degenerative Chorea: Chorea major (Huntington)
- postinfektiös-autoimmun ausgelöste Chorea: Chorea minor (Sydenham)
- bei einer Schwangerschaft auftretende Chorea: Chorea gravidarum
- bei Kollagenosen auftretende Chorea: z. B. Chorea beim systemischen Lupus Erythematodes (SLE)
- senile Chorea
- durch Medikamente ausgelöste Chorea (z. B. durch L-Dopa-Überdosierung bei der Therapie des Morbus Parkinson)
- Chorea beim Morbus Wilson

## Symptome
Die neurologischen Symptome ähneln denen der Erbkrankheit Chorea major (Huntington).
- Hyperkinesien (= kurzdauernde unkontrollierbare + unkoordinierte blitzartige Muskelzuckungen) der distalen (= körperfernen) Extremitäten. (v. a. der Hände → schnelle ausfahrende Bewegungen):
  - die Kinder werden zunehmend bei Bewegungen der Hände auffällig, bei denen eine präzise Koordination antagonisierender Muskelgruppen notwendig ist
    - in der Schule fallen sie durch ein sich verschlechterndes Schriftbild auf. Zu Beginn kann dies durch Lehrer als eine Art kindliche Trotzreaktion oder Unlust missinterpretiert werden.
    - zuhause fallen sie durch ungewöhnlich häufige „Ungeschicklichkeiten“ (Clumsiness) auf, indem sie öfter als früher Gegenstände fallen lassen, auf einmal nicht mehr richtig mit dem Besteck umgehen können etc.

  - der Gesichtsmuskulatur (Grimassieren)
  - der Schlundmuskulatur (Schwierigkeiten beim Sprechen und Schlucken durch unkoordinierte Muskelzuckungen → Die Patienten haben dann eine gepresst klingende, abgehackte Sprechweise (Dysarthrie). Sie können sich öfter verschlucken (Dysphagie) mit der Gefahr einer Aspirationspneumonie.)
  - und der Zungenmuskulatur („Chamäleonzunge“ oder „Fliegenfängerzunge“ → unwillkürliches Ausstrecken und schnelles Zurückziehen der Zunge).

Ähnliches geschieht bei einer anderen Erkrankung, dem Ballismus, allerdings sind hier grobe ausfahrende wurmförmige Bewegungen der proximalen (= körpernahen) Muskelgruppen, d. h. der Schulter- bzw. Oberarmmuskulatur typisch. Der Hauptunterschied besteht darin, dass nun nicht das Striatum, sondern das zweite wichtige bewegungshemmende Basalganglion (der Nucleus subthalamicus) ausfällt. Offenbar teilen sich das Striatum und der Nucleus subthalamicus die Muskeln im Sinne von körpernah und körperfern auf. Dies hat dann unterschiedliche Krankheitsbilder zur Folge, was bei der Diagnostik natürlich sehr hilfreich ist.
Die Bewegungen nehmen bei emotionaler Belastung bzw. in Stresssituationen zu und lassen bei Entspannung wieder nach. Im Schlaf sind sie gar nicht vorhanden.
Sie werden von den kleinen Patienten als sehr belastend und peinlich empfunden, weswegen sie versuchen, diese so gut wie möglich zu kaschieren. Dies gelingt ihnen auch zum Teil, indem sie die Hyperkinesien in normal wirkende willkürliche Bewegungen mit einbauen (z. B. indem sie sich durch das Haar streichen, sich mit der Zunge die Lippen befeuchten, oder auch durch tänzelnde Bewegungen der Hände und durch ein Lächeln).
- Muskelhypotonie (= Schwäche der Muskulatur) und Hyporeflexie. (abgeschwächte Muskelreflexe):

Gleichzeitig besteht auch eine Muskelschwäche mit Hyporeflexie, die man durch bestimmte klinische Untersuchungsmethoden (Kraft- und Reflexprüfungen) diagnostizieren kann. In schweren Verläufen führt dies dazu, dass ein Stehen oder Gehen unmöglich wird.
- Psychische Störungen:
  - wie Aufmerksamkeitsstörungen, Müdigkeit bis hin zu Apathie in der Schule,
  - aber auch Unruhe und Reizbarkeit.
  - Auch Psychosen werden beschrieben, diese sind aber sehr selten.

## „Veitstanz“ (Chorea Sancti Viti)

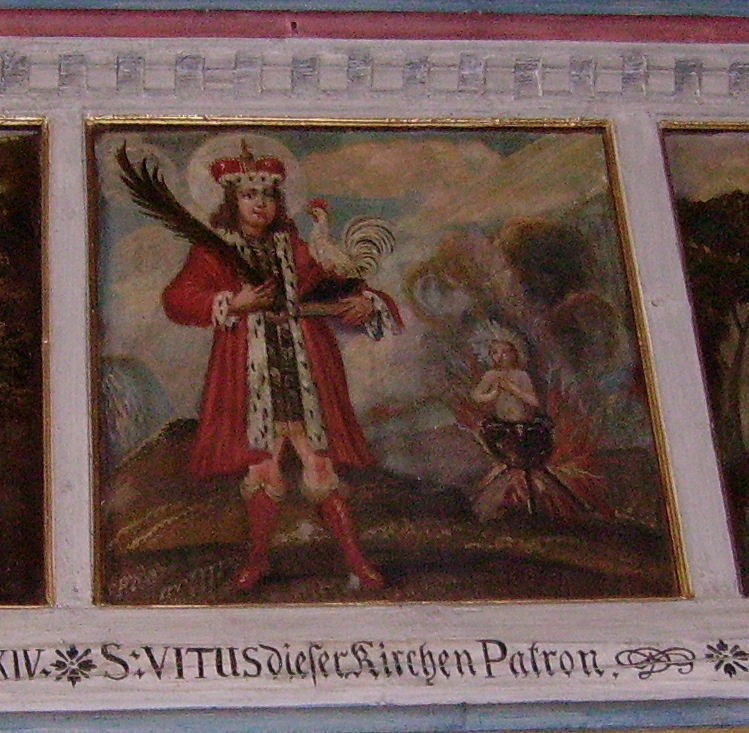
St. Vitus – Nothelfer bei Krämpfen, Epilepsie, Tollwut, Veitstanz, Bettnässen

Im Mittelalter hielt man Patienten mit Chorea (griechisch für Tanz) aufgrund der Symptomatik vermutlich für „von der Tanzwut besessen“. Da man zur damaligen Zeit keine medizinische Erklärung für dieses „seltsame Verhalten“ der Erkrankten hatte, glaubte man wohl an eine Besessenheit mit einem bösen Geist.
In der Tat hätte man den Eindruck gewinnen können, jemand würde für wenige Sekunden (bis Minuten) die Gewalt über die Muskeln des Betroffenen übernehmen und mit ihnen „nach Belieben Schabernack“ treiben. Die Patienten könnten sich sozusagen „ferngesteuert“ gefühlt haben.
Der heilige Veit (St. Vitus) heilte im 4. Jahrhundert den Sohn des römischen Kaisers Diokletian von solch einer Besessenheit. Da ihn Diokletian danach trotzdem hinrichten ließ (weil er nicht dem christlichen Glauben abschwören wollte), und er vorher auch noch viele andere Wunder gewirkt haben soll, wurde er später heiliggesprochen. Seitdem gilt er als ein Schutzheiliger der Katholiken – genauer gesagt ist er einer der sogenannten Vierzehn Nothelfer –, der auch heute noch v. a. bei neurologischen Erkrankungen wie Epilepsie, Krämpfen oder eben auch Veitstanz angerufen wird. Vor allem im Mittelalter beteten die Betroffenen zu ihm und pilgerten zur Aufbewahrungsstätte seiner Gebeine, um Erlösung zu finden.
Aus diesem Grunde waren für die Chorea auch noch die Namen „Veitstanz“ und chorea sancti viti (= „Tanz des heiligen Vitus“) gebräuchlich.

## Diagnostik
Die Diagnose lässt sich anhand folgender Merkmale stellen:
- das klinische Bild (o. g. chorea-typische Bewegungsstörungen mit Dysdiadochokinese)
- die typische Anamnese (Kinder im schulpflichtigen Alter, zumeist jungen Mädchen mit zuvor durchgemachter Angina oder Endokarditis bzw. rheumatischem Fieber)
- erhöhte Entzündungsparameter im Blut: Blutsenkungsgeschwindigkeit (BSG) ↑, CRP ↑, Leukozyten ↑
- ASL-Titer (Anti-Streptolysin-Antikörper) ↑ (Dies ist ein Antikörper gegen ein Streptokokken-Bestandteil, welches man bei den Patienten findet. Es gibt aber noch einige andere.)
- das PET (Positronen-Emissions-Tomogramm) zeigt im Striatum einen erhöhten Zuckerstoffwechsel
- andere Symptome eines rheumatischen Fiebers (Jones-Kriterien):

Da die Chorea minor lediglich eine Ausprägungsform des rheumatischen Fiebers ist, muss man auch nach den eventuell vorhandenen weiteren Zeichen des rheumatischen Geschehens suchen. Prinzipiell können alle anderen der Jones-Kriterien auch vorhanden sein.

## Therapie
Die Therapie ist die gleiche wie beim rheumatischen Fieber:
- Akuttherapie:
  - Bettruhe
  - hochdosierte Penicillin-Gabe über 10 Tage, um die übrig gebliebenen Streptokokken zu beseitigen, die den Autoimmunprozess weiter unterhalten

Penicillin ist bei Streptokokken der Gruppe A völlig ausreichend, da bislang keine Resistenzen aufgetreten sind. Bei Penicillinunverträglichkeiten bzw. -allergie kann man auf Erythromycin ausweichen.
- Entzündungshemmung:
  - Cortison über einige Wochen zur Bekämpfung der bedingt durch die Antikörperreaktion ablaufenden Entzündungsreaktionen im Hirngewebe (antirheumatische Therapie)
  - Salicylate, wie z. B. Aspirin über 6–12 Wochen

Dies ist der entscheidende Schritt der Therapie. Erst unter der antientzündlichen Therapie gehen auch die choreatischen Symptome langsam zurück.
- Therapie der psychischen Symptome (soweit notwendig):
  - durch Schaffung einer ruhigen Umgebung
  - mit Beruhigungsmitteln (= Tranquilizern), wie z. B. Diazepam
  - oder im sehr seltenen Fall einer Psychose mit Neuroleptika, wie z. B. Haloperidol

## Prophylaxe
- Rezidivprophylaxe:
  - Benzathin-Penicillin G (intramuskulär injiziertes Depotpenicillin mit einer Halbwertszeit von 30 Tagen)

Dieses niedriger dosierte Monats-Penicillin wird in der Regel über einen Zeitraum von 5 Jahren gegeben, um einen Rückfall möglichst zu vermeiden. Bei Beteiligung der Herzklappen (rheumatische Endokarditis) auch länger, zumeist bis zum Erwachsenenalter.
Der Nutzen der Prophylaxe ist unbestreitbar, da es ohne Penicillinprophylaxe in bis zu 50 % der Fälle zu Rezidiven kommen kann, die Dauer der Behandlung ist jedoch nicht ganz unumstritten. Die Ansichten reichen dabei von der Gabe nur in besonderen Gefährdungssituationen über die Gabe in einem Zeitraum von 5 Jahren bis hin zu einer lebenslangen Penicillin-Prophylaxe.
- Beseitigung/Sanierung des Ursprungs der Streptokokkeninfektion:

Ganz entscheidend ist, dass man eine eventuell vorhandene chronische Streptokokkeninfektionsquelle (z. B. kariöse Zähne, vergrößerte Mandeln) findet und diese auch beseitigt (Zahnversorgung, Tonsillektomie), da es sonst zu einem erneuten Rezidiv kommen kann. Sie muss sich dann aber nicht erneut als Chorea manifestieren, sondern sie könnte sich z. B. auch als eine sehr gefährliche rheumatische Endokarditis (Herzklappenentzündung) oder Polyarthritis zeigen (siehe Jones-Kriterien).

## Prognose
Die Therapie und v. a. die Prognose von Chorea minor bzw. major unterscheiden sich ganz erheblich voneinander.
- Die Chorea Huntington ist derzeit unheilbar. Die Symptome nehmen fortwährend zu, die Patienten verlieren immer mehr die Kontrolle über ihre Muskulatur und sie werden bettlägerig. Die Krankheit endet nach Jahren immer mit dem Tod der Patienten – oft bedingt durch eine Ateminsuffizienz (Atemlähmung) oder eine schwere Aspirationspneumonie.
- Im Gegensatz dazu heilt die Chorea minor bei entsprechender Therapie (s. o.) nach ca. acht bis zwölf Wochen in 90 % der Fälle völlig aus; spätere Rückfälle sind aber trotz Prophylaxe möglich.

## Vergleich Chorea minor (Sydenham) – Chorea major (Huntington)
|                | Chorea minor (Sydenham)                                                            | Chorea major (Huntington) |
| Alter          | Kinder im Alter von 3–13 Jahren selten bis 40 Jahre                                | 3–75 Jahre, meist ab 30 Jahren |
| Geschlecht     | überwiegend weiblich                                                               | |
| Ursache        | Autoimmunerkrankung nach abgelaufener Streptokokkeninfektion                       | Erbkrankheit autosomal-dominant (kurzer Arm des Chromosom 4)                                                                                 |
| Pathogenese    | Kreuzreagierende Antikörper gegen Proteine der Basalganglien (v. a. Striatum)      | Ablagerung von unphysiologischen Eiweißen in die Basalganglien (v. a. Striatum)                                                              |
| Therapie       | Behandlung der Ursache (Infektion) mit Penicillin G über 10 Tage Rezidivprophylaxe | keine ursächliche Behandlung möglich Neuroleptika (Tiaprid) gegen die Hyperkinesien genetische Beratung, da 50 % der Kinder erkranken werden |
| Komplikationen | in 10 % der Fälle bleiben Reststörungen                                            | nahezu immer Demenz in den späteren Stadien der Erkrankung. (kann beim seltenen späten Beginn der Erkrankung (> 50) fehlen)                  |
| Prognose       | reversibel heilt in 90 % der Fälle folgenlos ab                                    | irreversibel chronisch-fortschreitend, endet meist nach 12–15 Jahren immer tödlich                                                           |

## Ältere Literatur
- Ludwig Heilmeyer, Wolfgang Müller: Die rheumatischen Erkrankungen. In: Ludwig Heilmeyer (Hrsg.): Lehrbuch der Inneren Medizin. Springer-Verlag, Berlin/Göttingen/Heidelberg 1955; 2. Auflage ebenda 1961, S. 309–351, hier: S. 317: Die Chorea minor (Veitstanz).